# 临江街道 (吉林市)
临江街道，是中华人民共和国吉林省吉林市船营区下辖的一个乡镇级行政单位。

## 行政区划
临江街道下辖以下地区：
太和社区、临江社区、独立路社区和电业社区。